# Gare de Bruyères
Gare de Bruyères – stacja kolejowa w miejscowości Bruyères, w departamencie Wogezy, w regionie Grand Est, we Francji. Jest zarządzana przez SNCF i obsługiwana przez pociągi TER Lorraine. 

## Położenie
Znajduje się na linii Arches – Saint-Dié, na km 19,329 między stacjami Lépanges i Laveline-devant-Bruyères, na wysokości 463 m n.p.m.

## Linie kolejowe
- Linia Arches – Saint-Dié
- Linia Mont-sur-Meurthe – Bruyères - nieczynna